# Niewierańce
Niewierańce (lit. Neverėnai) – wieś na Litwie, w okręgu uciańskim, w rejonie ignalińskim, gminie Daugieliszki Nowe.

## Historia
W czasach zaborów wieś i zaścianek leżał w granicach Imperium Rosyjskiego. Mieszkało tu 225 osób (we wsi 217, a w zaścianku 7).
W dwudziestoleciu międzywojennym wieś leżała w Polsce, w województwie nowogródzkim (od 1926 w województwie wileńskim), w powiecie brasławskim, w gminie Widze.
Według Powszechnego Spisu Ludności z 1921 roku zamieszkiwało tu 160 osób, wszystkie były wyznania rzymskokatolickiego. Jednocześnie 105 mieszkańców zadeklarowało polską przynależność narodową a 55 litewską. Było tu 35 budynków mieszkalnych. W 1931 w 32 domach zamieszkiwało 161 osób.
Miejscowość należała do parafii rzymskokatolickiej i prawosławnej w Widzach. Podlegała pod Sąd Grodzki w m. Turmont i Okręgowy w Wilnie; właściwy urząd pocztowy mieścił się w m. Widze.